# Milímetro
El milímetro (símbolo mm) es una unidad de longitud. Es el tercer submúltiplo del metro y por tanto, equivale a la milésima parte de él.
1 mm = 10−3 m = 0,001 m

## Usos

### Fabricación mecánica
En fabricación mecánica, los planos constructivos van acotados en milímetros, y la tolerancia de las cotas se expresan en décimas, centésimas o milésimas de milímetro.

### Munición armamentística
El milímetro se usa como medida de tamaño en balas, misiles y otros proyectiles, medidos en función de sus diámetros o calibres.

### Pluviometría
El milímetro es la unidad de medida usada en la meteorología para las precipitaciones. Representa el espesor en milímetros de la capa de agua acumulada sobre un suelo horizontal por una o varias precipitaciones, si no hubiera infiltración, ni evaporación y si las precipitaciones que caen bajo forma sólida se encontraran fundidas. El equivalente volumétrico de un milímetro de precipitación es de un litro por metro cuadrado.

## Equivalencias
1
milímetro (mm) es igual a:
| 1 000 000 000 | pm         |
| 1 000 000     | nm         |
| 1000          | µm         |
| 0             | ,1 cm      |
| 0             | ,01 dm     |
| 0             | ,001 m     |
| 0             | ,0001 dam  |
| 0             | ,00001 hm  |
| 0             | ,000001 km |